# Julio Samsó
Julio Samsó Moya (17 de mayo de 1942) es un arabista, traductor e historiador español, profesor emérito del departamento de Filología Semítica de la Universidad de Barcelona y académico de la Real Academia de Buenas Letras de Barcelona

## Biografía
Hijo de un médico pediatra, se licenció en la Universidad de Barcelona, donde fue discípulo de Joan Vernet. Al finalizar los estudios, estuvo colaborando en la misma universidad de manera informal, para más tarde ser profesor agregado. Después pudo ampliar estudios en Rabat y Alejandría. Ha ocupado las cátedras de lengua y literatura árabe la Universidad de La Laguna y en la Autónoma de Barcelona. Ha liderado durante más de veinticinco años la escuela de historiadores de la ciencia árabe en la Facultad de Filología, y se ha especializado en arqueoastronomía de al-Ándalus y el Magreb, estudios islámicos y estudios hebreos. Miembro de diversas instituciones académicas nacionales e internacionales, fue vicepresidente de la Académie Internationale de Histoire des Sciences. En 1981 ingresó en la Real Academia de Buenas Letras de Barcelona con el discurso Alfonso X y los orígenes de la Astrología hispánica.

## Obras recientes
Autor de una quincena de libros y decenas de colaboraciones y artículos en publicaciones académicas, entre sus obras más recientes se encuentran:
- Las mil y una noches; selección y traducción de Julio Samsó, 2002.
- Astronomy and Astrology in al-Andalus and the Maghrib . Ashgate-Variorum, Aldershot, 2007.
- Astrometeorología y astrología medievales. Barcelona, 2008
- Las Ciencias de los Antiguos en al-Andalus. Fundación Ibn Tufayl. Almería 2011